# Otto Blumenthal
Ludwig Otto Blumenthal (20 de julio de 1876 - 12 de noviembre de 1944) fue un matemático alemán y profesor de la Universidad RWTH de Aquisgrán.

## Biografía
Nació en Fráncfort, Hesse-Nassau. Blumenthal, alumno de David Hilbert, fue editor de Mathematische Annalen. Cuando la Ley de Función Pública de 1933 se convirtió en ley en 1933, después de que Hitler se convirtiera en canciller, Blumenthal fue despedido de su puesto en la Universidad RWTH de Aquisgrán.   Estaba casado con Amalie Ebstein, también conocida como 'Mali'  e hija de Wilhelm Ebstein.
Blumenthal, de origen judío, emigró de la Alemania nazi a los Países Bajos, vivió en Utrecht y fue deportado vía Westerbork al campo de concentración de Theresienstadt en Bohemia (hoy República Checa), donde murió.
En 1913, Blumenthal hizo una contribución fundamental, aunque a menudo pasada por alto, a las matemáticas aplicadas y la aerodinámica al aprovechar el trabajo de Joukowsky para extraer la transformación compleja que lleva el nombre de este último,  convirtiéndolo en un ejemplo de la Ley de Stigler.

## Publicaciones Seleccionadas
- Otto Blumenthal (1903). «Zum Eliminationsproblem bei analytischen Funktionen mehrerer Veränderlicher». Math. Ann. 57 (3): 356-368. doi:10.1007/bf01444291.
- Otto Blumenthal (1904). «Über Thetafunktionen und Modulfunktionen mehrerer Veränderlicher». Jahresbericht der Deutschen Mathematiker-Vereinigung 13: 126-138.
- Otto Blumenthal (1905). «Über die Zerlegung unendlicher Vektorfelder». Math. Ann. 61 (2): 235-250. doi:10.1007/bf01457564.
- Otto Blumenthal (1907). «Über ganze transzendente Funktionen». Jahresbericht der Deutschen Mathematiker-Vereinigung 16: 97-109.
- Otto Blumenthal (1916). «Einige Minimums-Sätze über trigonometrische und rationale Polynome». Math. Ann. 77 (3): 390-403. doi:10.1007/bf01475868.
- Otto Blumenthal (1931). «Über rationale Polynome mit einer Minimumseigenschaft». Journal für die reine und angewandte Mathematik 165: 237-246.
- Otto Blumenthal (1935). «Lebensgeschichte». Analysis — Grundlagen der Mathematik — Physik — Verschiedenes — Nebst einer Lebensgeschichte. David Hilbert — Gesammelte Abhandlungen 3. Berlin: Julius Springer. pp. 388-429. Archivado desde el original el 6 de marzo de 2016. Consultado el 28 de septiembre de 2015.
- Otto Blumenthal (1935). «Zu den Entwicklungen nach Eigenfunktionen linearer symmetrischer Integralgleichungen». Mathematische Annalen 110: 726-733. doi:10.1007/bf01448053.